# Хасси, Оливия
Оли́вия Ха́сси (англ. Olivia Hussey, урожд. Оливия Осуна (исп. Olivia Osuna) (17 апреля 1951, Буэнос-Айрес — 27 декабря 2024, Бербанк, Калифорния или Сан-Франциско, Калифорния) — британская киноактриса.

## Ранние годы
Оливия Хасси родилась 17 апреля 1951 года в Буэнос-Айресе. Отец — Андреас Осуна — был оперным певцом и выступал под псевдонимом Исвальдо Рибо. Мать — англичанка Джой Хасси, которая работала секретарём. Когда Оливии исполнилось два года, родители развелись, и через пять лет мать забрала её и её младшего брата Эндрю в Лондон. Там Оливия, взяв фамилию матери, начала посещать театральную школу.

## Карьера
Первую телевизионную роль получила в тринадцать лет, а в 16 сыграла Джульетту в фильме «Ромео и Джульетта» итальянского режиссёра Франко Дзеффирелли, за которую получила «Золотой глобус».
В 1973 году она снялась в «Потерянном горизонте», в 1978 году — в фильме «Смерть на Ниле». В 1977 году сыграла Деву Марию в телепроекте Дзеффирелли «Иисус из Назарета». Сыграла в экранизации книги папы римского Иоанна Павла II «Ювелирный магазин» в 1989 году. В 2002 воплотила экранный образ Матери Терезы в телевизионном фильме.
Осенью 2014 года Оливия Хасси приняла участие в съёмках фильма «Социальное самоубийство» британского режиссёра Брюса Уэбба, который переносит историю шекспировских Ромео и Джульетты в современный мир социальных сетей. В этом проекте также занят Леонард Уайтинг, партнёр Оливии по легендарному фильму Дзеффирелли «Ромео и Джульетта», дружбу с которым она сохранила на всю жизнь. Уайтинг и Хасси представляют в фильме родителей Джулии (нынешней Джульетты), в образе которой предстаёт реальная дочь Оливии — Индия Айсли. Фильм вышел в 2015 году.

## Личная жизнь
Оливия переехала в Лос-Анджелес и в 1971 году вышла замуж за сына актёра Дина Пола Мартина. Родившийся у них сын Александр также стал актёром. С Мартином Оливия Хасси разошлась в 1978 году и спустя два года вступила в брак с японским певцом Акирой Фусе, от которого родила в 1983 году сына Максимилиана. С Акирой Фусе развелась в 1989 году, а в 1991 году вышла замуж за американского рок-певца и актёра Дэвида Глена Айсли и в 1993 году родила дочь Индию Джой Айсли.
В 2008 году у Хасси был диагностирован рак молочной железы. Вместо того, чтобы проводить химиотерапию или облучение, она перенесла двойную мастэктомию. После почти десятилетней ремиссии Хасси узнала в 2018 году, что рак молочной железы вернулся, когда была обнаружена небольшая опухоль, растущая между её сердцем и легкими. Она решила использовать лучевую и химиотерапию для лечения опухоли, заявив: «Я отказалась от химиотерапии и лучевой терапии 10 лет назад, желая избежать этих ядов, но в прошлом году у меня не было выбора, и они спасли мне жизнь. Опухоль уменьшилась, я надеюсь, до размера горошины, и сейчас у меня все хорошо. Я здорова и счастлива».
Мемуары Хасси «Девушка на балконе: Оливия Хасси обретает жизнь после Ромео и Джульетты» были выпущены 31 июля 2018 года.
Умерла 27 декабря 2024 года в возрасте 73 лет вследствие рецидива рака молочной железы

## Фильмография
| Год  | Название фильма          | Оригинальное название                   | Роль                  | Примечания                                                     |
| ---- | ------------------------ | --------------------------------------- | --------------------- | -------------------------------------------------------------- |
| 1968 | Ромео и Джульетта        | Romeo and Juliet                        | Джульетта Капулетти   | главная роль Золотой глобус (победа) Golden Laurel (номинация) |
| 1965 |                          | Cup Fever                               | Джинни в детстве      |                                                                |
| 1965 |                          | The Battle of the Villa Fiorita         | Донна                 |                                                                |
| 1969 |                          | All the Right Noises                    | Вэл                   |                                                                |
| 1971 |                          | H-Bomb                                  |                       |                                                                |
| 1972 |                          | Verano para matar, Un                   | Тания Скарлотти       |                                                                |
| 1973 | Потерянный горизонт      | Lost Horizon                            | Мария                 |                                                                |
| 1974 | Чёрное Рождество         | Black Christmas                         | Джессика Брэдфорд     | главная роль                                                   |
| 1978 | Иисус из Назарета        | Jesus of Nazareth                       | Дева Мария            |                                                                |
| 1978 | Смерть на Ниле           | Death on the Nile                       | Розали Оттерборн      |                                                                |
| 1979 |                          | The Cat and the Canary                  | Сисили Янг            |                                                                |
| 1980 |                          | The Man with Bogart’s Face              | Эльза                 |                                                                |
| 1980 | Вирус                    | Virus                                   | Марит                 |                                                                |
| 1982 | Охота на индюшек         | Turkey Shoot                            | Chris Walters         |                                                                |
| 1982 | Айвенго                  | Ivanhoe                                 | Ребекка               |                                                                |
| 1984 | Последние дни Помпеи     | The Last Days of Pompey                 | Иона                  |                                                                |
| 1985 | Корсиканские братья      | The Corsican Brothers                   | Анна Мари де Гуадис   |                                                                |
| 1987 | Искажения                | Distortions                             | Эми Маркс             |                                                                |
| 1989 | Ювелирный магазин        | The Jeweller’s Shop                     | Тереза                |                                                                |
| 1990 | Оно                      | It                                      | Одра Филлипс          |                                                                |
| 1990 | Необъявленная война      | Undeclared War                          |                       |                                                                |
| 1990 | Психо 4: В начале        | Psycho IV: The Beginning                | Норма Бэйтс           |                                                                |
| 1993 | Save Me                  | Гейл                                    |                       |                                                                |
| 1993 | Обет рыцарей Дельты      | Quest of the Delta Knights              |                       |                                                                |
| 1995 |                          | Bad English I: Tales of a Son of a Brit |                       |                                                                |
| 1995 | Мороженщик               | Ice Cream Man                           | Nurse Wharton         |                                                                |
| 1996 |                          | The Dark Mist                           | Voice of the Ancients |                                                                |
| 1998 |                          | Shame, Shame, Shame                     | Therapist             |                                                                |
| 1998 |                          | The Gardener                            | Mrs. Carter           |                                                                |
| 2000 |                          | El Grito                                | Лаура                 |                                                                |
| 2001 |                          | Island Prey                             | Катрин Гейтс          |                                                                |
| 2003 | Мать Тереза Калькуттская | Mother Teresa of Calcutta               | Мать Тереза           |                                                                |
| 2005 | Тайна разума             | Headspace                               | Доктор Карен Мёрфи    |                                                                |
| 2006 |                          | Seven Days of Grace                     | Джевел                |                                                                |
| 2007 |                          | Harvest Moon                            |                       |                                                                |
| 2007 |                          | Tortilla Heaven                         | Петра                 |                                                                |
| 2008 |                          | Chinaman’s Chance                       | Миссис Дункан         |                                                                |
| 2014 | Социальное самоубийство  | Social Suicide                          | Мать Джулии           |                                                                |